# Amadeus (rivista)
Amadeus è una rivista italiana che propone ai suoi lettori il meglio della musica classica con un cd inedito allegato. Dal 2021 è pubblicata da Michelangeli editore e diretta da Filippo Michelangeli. È stata fondata a Milano nel dicembre 1989. 

## Storia
Alla guida del mensile furono inizialmente posti Gaetano Santangelo (all'epoca direttore editoriale, dal 2007 direttore responsabile) e Duilio Courir (direttore artistico e culturale fino al 2007), che si avvalsero della collaborazione di noti critici musicali, musicologi italiani e non, che avevano il compito di trattare la materia in modo accessibile ma scientifico. Alla rivista veniva allegato un cd, contenente le opere approfondite all'interno di essa.
Nel 1991 cominciò la pubblicazione della collana parallela Speciale Amadeus. Il primo numero, dedicato ad una nuova registrazione dell'Estro armonico di Vivaldi, ottenne un sorprendente successo. Fecero poi seguito Amadeus Lirica, Amadeus Profili, Amadeus Elite e Amadeus Rainbow e Amadeus Scuola, che suscitò un grande interesse. A partire dal 1997 il Premio del disco premia le migliori produzioni discografiche internazionali.
Oltre a rinnovare più volte la sua grafica, Amadeus ha cambiato anche editore nel corso degli anni: inizialmente viene pubblicata da Darp, una joint venture De Agostini-Rizzoli Periodici, dal 2005 da De Agostini Periodici, dal 2007 da Paragon Edizioni, dal 2015 ad aprile 2020 da Bel Vivere, il solo numero di dicembre 2020 da Milano Fashion Library e da dicembre 2021 da Michelangeli editore (con le stesse firme presenti in Suonare News). 
A gennaio 2025 Amadeus pubblica il 400° numero con un'edizione "Anniversario" con due cd inediti. È la prima rivista italiana di musica classica a raggiungere questo importante traguardo. 

## Primati
Oltre ad essere considerato il mensile di musica più diffuso e autorevole, Amadeus è anche il solo periodico di settore presente nella Biblioteca Vaticana. Inoltre, tutti i suoi numeri sono tradotti in braille, destinati all'Istituto dei Ciechi.